# اقتصاد إنجلترا

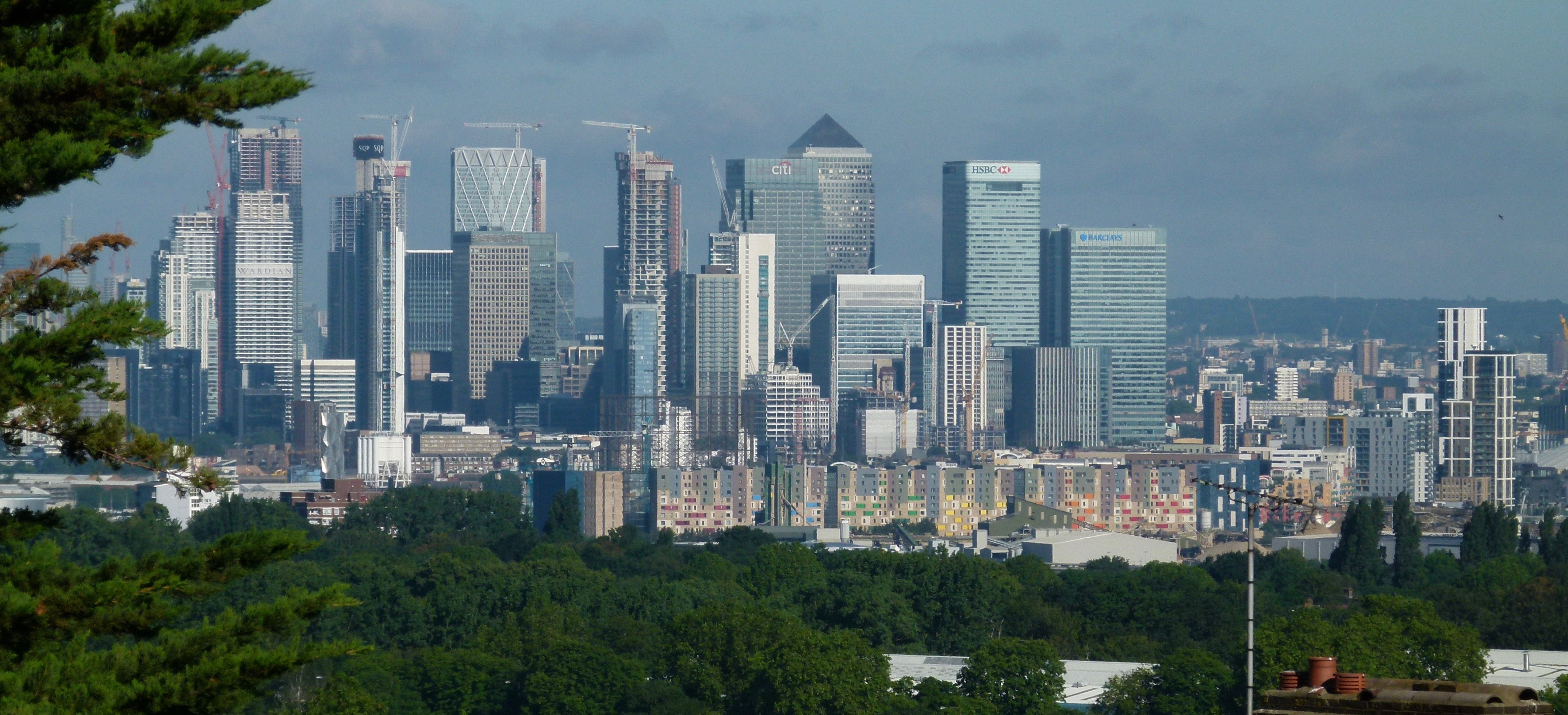
لندن

يعتبر اقتصاد إنجلترا أكبر اقتصاد في الدول الأربعة المؤسسة للمملكة المتحدة.
إنجلترا بلد صناعي إلى حد كبير. فهي تُعد منتجًا مهمًا للمنسوجات والمنتجات الكيميائية. على الرغم من أن السيارات، والقاطرات، والطائرات من بين المنتجات الصناعية المهمة الأخرى لإنجلترا، إلا أن نسبة كبيرة من دخل البلاد تأتي من مدينة لندن. منذ تسعينيات القرن الماضي، لعب قطاع الخدمات المالية دورًا متزايدًا في الأهمية في الاقتصاد الإنجليزي، وتُصنف مدينة لندن واحدة من أكبر المراكز المالية في العالم. كما تتركز البنوك وشركات التأمين والبضائع وبورصة العقود الآجلة بشكل كبير في المدينة. يُعتبر الجنيه الإسترليني العملة الرسمية في إنجلترا كما أن البنك المركزي للمملكة المتحدة، بنك إنجلترا، يقع في لندن.
يُعد الآن القطاع الخدمي في الاقتصاد ككُل الأكبر في إنجلترا، وذلك  في ظل تراجع الصناعات التحويلية والصناعات الأولية. الصناعة الثانوية الرئيسية الوحيدة التي تزدهر في البلاد هي صناعة البناء والتشييد، مدعومةً بالنمو الاقتصادي الذي يُوفَر بشكل أساسي من خلال الخدمات المتنامية، والقطاع المالي والإداري.

## الناتج المحلي الإجمالي
تُقدر أرقام الناتج المحلي الإجمالي (باستخدام مجموعة متنوعة من الوسائل) للدول المستقلة، وتستخدم لقياس ومقارنة الثروة الإجمالية (الكلية) بين البلدان. نظرًا لأن إنجلترا ليست دولة مستقلة، إلا أنها تضم واحدة من الدول الأربعة الكبرى للمملكة المتحدة (إلى جانب اسكتلندا، ويلز وإيرلندا الشمالية)، هناك عدد أقل من الأرقام المتوفرة للمقارنة دوليًا.
هذه الأرقام من شأنها أن تجعل قيمة اقتصاد إنجلترا وحده (1.8 ترليون جنيه إسترليني/ 2 مليار يورو) تقريبًا كثامن أكبر اقتصاد في العالم (وراء فرنسا تمامًا وأمام إيطاليا) بدلًا من سادس أكبر اقتصاد في العالم للمملكة المتحدة ككُل (بين الهند (الخامسة)، وفرنسا، السابعة) حسب المعايير الاعتيادية. على سبيل المقارنة، سيكون اقتصاد اسكتلندا وحده، تقريبًا بحجم اقتصاد اليونان (في المرتبة 50).
في العصور الوسطى (القرن الحادي عشر- القرن الخامس عشر) تصدّرت صناعة الصوف قائمة الصناعة الرئيسية في إنجلترا كما كانت الدولة تصدّره إلى أوروبا. ازدهرت في ظل هذه التجارة العديد من مدن السوق والموانئ. مع بداية عام 1555 وبواسطة جون لوك، دخلت إنجلترا في مجال تجارة العبيد. غالبًا ما كان يُعتبر القبطان جون هوكينز رائدًا في تجارة الرقيق البريطانية، لأنه كان أول من يدير التجارة المثلثية (بين أوروبا وأفريقيا والأمريكيتين)، حيث حقق ربحًا في كل محطة. أعاقت البنية التحتية الضعيفة تطوير الصناعة واسعة النطاق. تغير هذا الوضع عندما بُنيت القنوات المائية والسكك الحديدية، في أواخر القرن الثامن عشر ومطلع القرن التاسع عشر. أصبحت إنجلترا أول دولة صناعية في العالم، مع حدوث الثورة الصناعية في أواخر القرن الثامن عشر. كان هذا أيضًا عصر التوسع البريطاني الخارجي، حيث كان اعتماد إنجلترا على المستعمرات (كالهند، أمريكا، كندا أو أستراليا) لاستقدام الموارد كالقطن  والتبغ. عالجت المصانع الإنجليزية فيما بعد البضائع وقامت ببيعها في كل من السوق المحلية سريعة النمو أو في الخارج. ازدهرت المدن كما أُنشئت مراكز صناعية كبيرة، بخاصة في ميدلاندز وشمال إنجلترا.

## القطاعات

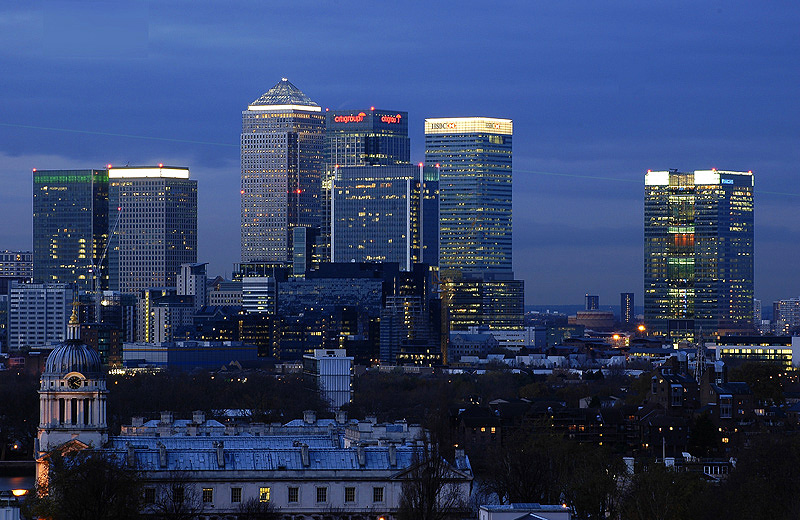
كاناري وارف

### الزراعة وصيد الأسماك
تُعد الزراعة في إنجلترا مكثّفة، وذات آلية عالية، وفعالة وفقًا للمعايير الأوروبية، فهي تنتج نحو 60% من الاحتياج الغذائي بواسطة 2% فقط من اليد العاملة. وتساهم بنحو 2% من الناتج المحلي الإجمالي. يُكرّس نحو ثلثي الإنتاج للماشية، وثلث واحد للمحاصيل الزراعية. يُدعم القطاع الزراعي من خلال السياسة الزراعية المشتركة للاتحاد الأوروبي.
من أهم المحاصيل التي تُزرع في إنجلترا القمح، الشعير، الشوفان، البطاطس، والشمندر السكري. تُعد إنجلترا واحدة من الدول الرائدة في مزاولة صيد الأسماك. إذ تجلب أساطيلها كافة أنواع الأسماك، بدءًا من سمك موسى وحتى سمك الرنجة. كما تُعد كينغستون أبون هُل، غريمسبي، فليتوود، غريت يارموث، ولويستوفت من المدن الساحلية التي تتميز بصناعات صيد كبيرة.